# スタージル・シンプソン
スタージル・シンプソン（Sturgill Simpson、本名: John Sturgill Simpson、1978年6月8日 - ）は、アメリカ合衆国ケンタッキー州ジャクソン出身のカントリー歌手、シンガーソングライター、俳優。
2013年にデビューアルバム『High Top Mountain』を発表。2014年の2作目『Metamodern Sounds in Country Music』はグラミー賞の最優秀アメリカーナ・アルバム賞にノミネートされる。アトランティック・レコードと契約しリリースした3作目『A Sailor's Guide to Earth』（2016年）は第59回グラミー賞で最優秀カントリー・アルバム賞を獲得した。2019年には4作目のアルバム『Sound & Fury』を発表。2020年に5作目のアルバム『Cuttin' Grass, Vol.1』をリリースした。
俳優として2011年からいくつかの映画やテレビシリーズに出演するようになり、2019年には映画『デッド・ドント・ダイ』『クイーン＆スリム』、2020年には映画『ザ・ハント』に出演した。

## 来歴

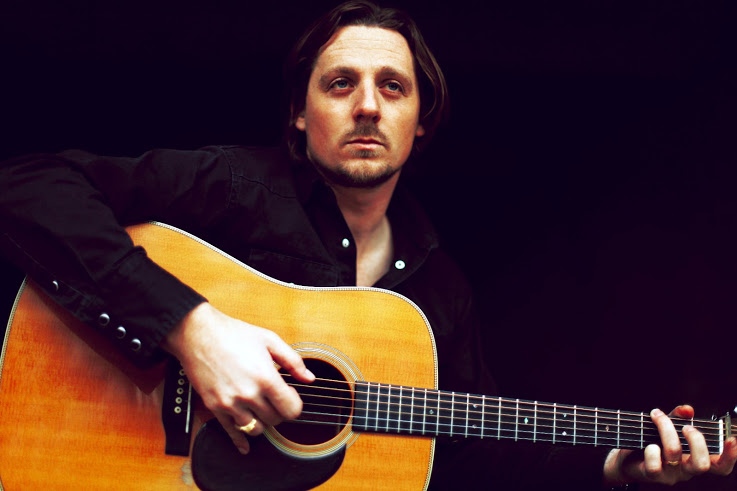
スタージル・シンプソン（2013年）

1978年6月8日、ジョン・スタージル・シンプソンはケンタッキー州ジャクソンで生まれた。父親はケンタッキー州警察の警察官で、以前は麻薬の秘密捜査に従事していた。父親の仕事の関係で、彼は家族とレキシントン郊外のヴェルサイユに移り、ウッドフォード郡の高校に通っていた。母親の家族は炭鉱労働者であり、スタージル・シンプソンは母親側の家族の中で鉱山で働かなかった最初の男である。
スタージル・シンプソンは、彼の学歴について「優れた生徒ではなかった」と語っている。彼の両親は彼が7年生の時に離婚し、高校時代には麻薬を売ったり、LSDを摂取したりしていた。彼はウッドフォード高校をかろうじて卒業し、アメリカ海軍に入隊した。海軍で3年間、フリゲート艦の戦闘情報センターで働いた後、スタージル・シンプソンは日本でしばらく過ごした。その後、エバレットとワシントン州シアトルに住み、IHOPでウェイターとして働いた後、ケンタッキー州レキシントンに戻った。
2004年にカントリー/ロックバンド、サンデー・バレー(Sunday Valley)を結成し、ポートランドで開催されたピカソン(Pickathon)フェスティバルで演奏したが「それは大失敗だった」と後に語っている。
スタージル・シンプソンはソルトレイクシティのユニオン・パシフィック鉄道の貨物輸送ヤードでの仕事に従事し、最終的にはマネージャーとなる。彼は妻と友人に説得され音楽に真剣に取り組むようになり、サンデー・バレーに戻りバンドでアルバムを制作した。2012年にグループが解散すると、彼と妻はナッシュビルに引っ越した。

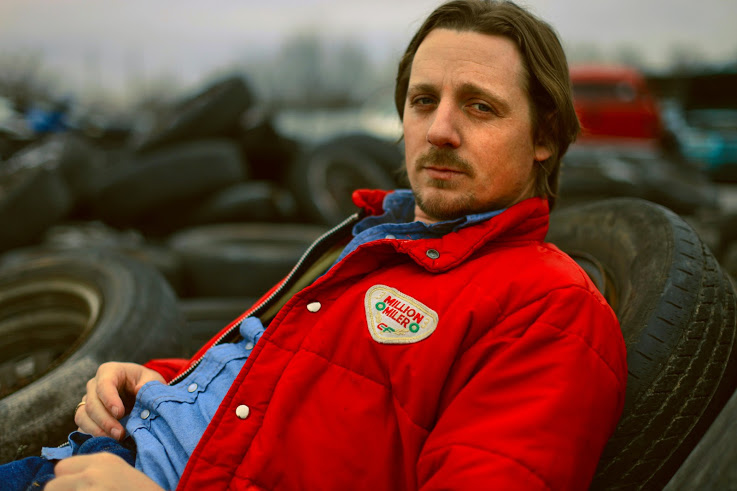
スタージル・シンプソン（2013年）

2013年、ソロ・デビュー・アルバム『High Top Mountain』を自主リリースで発表した。
2014年、2作目のアルバム『Metamodern Sounds in Country Music』を自主リリースし好評を博した。アルバムは第57回グラミー賞の最優秀アメリカーナ・アルバム賞にノミネートされる。
2016年、アトランティック・レコードと契約し3作目のアルバム『A Sailor's Guide to Earth』をリリース、全米3位を記録する。アルバムは第59回グラミー賞では主要部門の年間最優秀アルバムにノミネート、最優秀カントリー・アルバム賞を獲得した。
2019年、4作目のアルバム『Sound & Fury』を発表する。アルバムは第63回グラミー賞の最優秀ロック・アルバム賞にノミネートされた。
2020年、5作目であり初のブルーグラス・アルバムとなる『Cuttin' Grass Vol.1: The Butcher Shoppe Sessions』をリリースする。

## 音楽性
スタージル・シンプソンはしばしばウェイロン・ジェニングスやアウトロー・カントリーのジャンルと比較されている。シンプソン自身はウェイロン・ジェニングスよりもマール・ハガード(Merle Haggard)、ウィリー・ネルソン、キース・ホイットリー(Keith Whitley)、マーティ・ロビンス(Marty Robbins)の方から大きな影響を受けたと述べている。

## 人物
スタージル・シンプソン夫婦には3人の息子がいる。2016年のアルバム『A Sailor's Guide to Earth』に収録された「Oh Sarah」は妻に捧げられた曲である。

## ディスコグラフィ
スタジオ・アルバム
- High Top Mountain (2013年)
- Metamodern Sounds in Country Music (2014年)
- A Sailor's Guide to Earth (2016年)
- Sound & Fury (2019年)
- Cuttin' Grass, Vol. 1: The Butcher Shoppe Sessions (2020年)

## フィルモグラフィ
- One Dollar (2018年) テレビシリーズ
- デッド・ドント・ダイ The Dead Don't Die (2019年)
- クイーン＆スリム Queen & Slim (2019年)
- ザ・ハント The Hunt (2020年)
- ザ・クリエイター/創造者 The Creator（2023）
- キラーズ・オブ・ザ・フラワー・ムーン Killers of the Flower Moon (2023)